# Johannes Gezelius der Jüngere

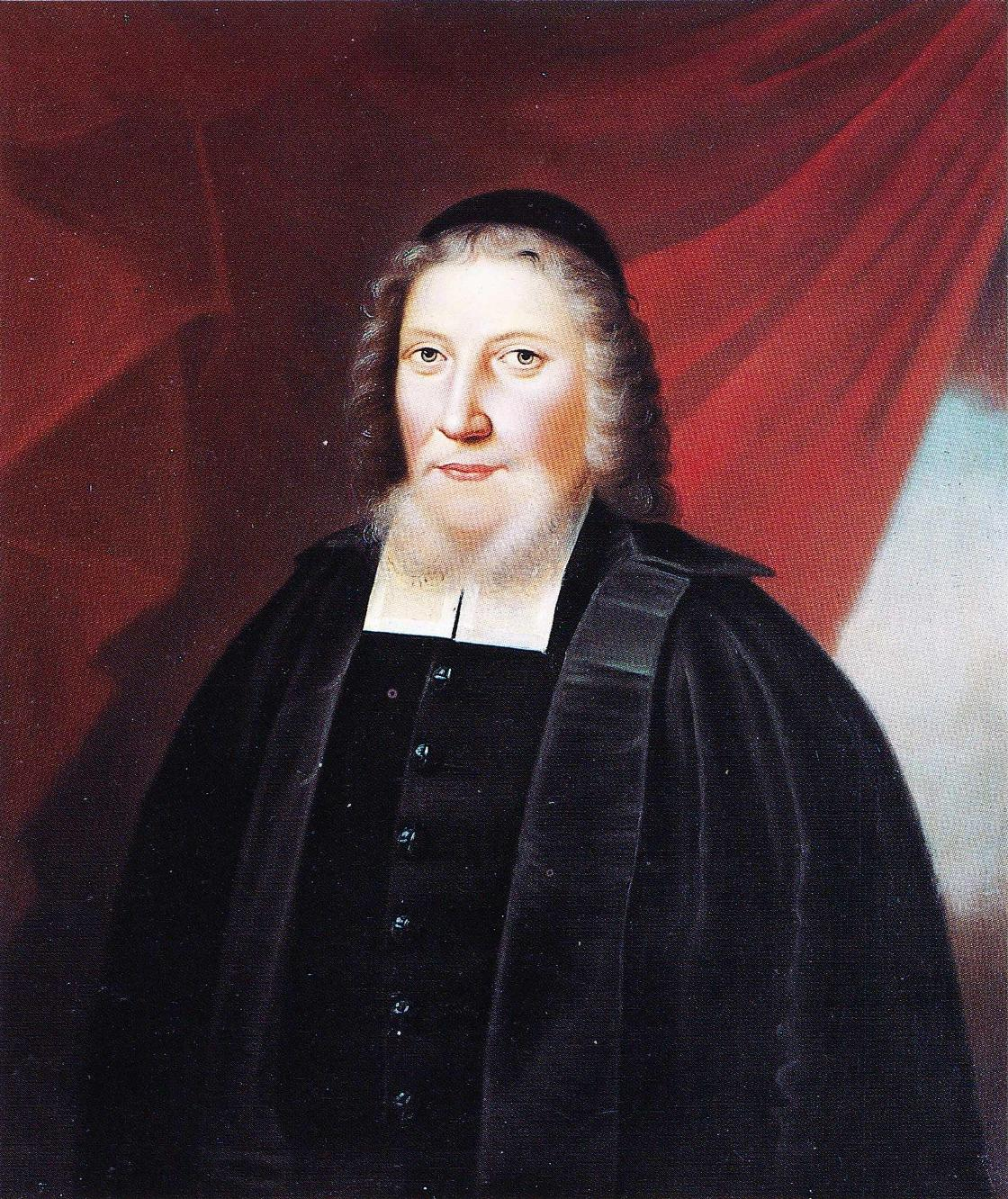
Johannes Gezelius der Jüngere (Porträt von Johan Erik Lindh, 1793–1865)

Johannes Gezelius der Jüngere (* 6. September 1647 in Dorpat; † 10. April 1718 in Viggbyholm bei Täby, Uppland) war ein schwedisch-finnländischer lutherischer Theologe.

## Leben
Gezelius, ein Sohn des damaligen Professors für Griechisch an der schwedisch-livländischen Universität Dorpat und späteren Bischofs Johannes Gezelius des Älteren, wuchs überwiegend in Dalarna in Schweden auf und studierte ab 1661 in Uppsala und Åbo. Anschließend machte er von 1670 bis 1674 eine Studienreise zur Vervollkommnung in der biblischen und orientalischen Philologie nach Deutschland (Studium bei Matthias Wasmuth in Kiel und bei Esdras Edzardus in Hamburg; Aufenthalt bei Philipp Jacob Spener in Frankfurt am Main, mit dem er lange korrespondierte), Holland, England (1671 Studien in Oxford und Cambridge, u. a. bei Edward Pococke und John Lightfoot), Frankreich (u. a. bei Richard Simon in Paris) und in die Schweiz. 1675 wurde er in Åbo zum Lizenziaten der Theologie promoviert und gleich zum außerordentlichen Professor berufen. 1676 folgte die Promotion zum Doktor der Theologie und die Berufung zum ordentlichen Professor sowie zum Pfarrer der St.-Marien-Gemeinde. 1681 wechselte er als Superintendent für Schwedisch-Ingermanland nach Narva. Hier versuchte er erfolglos, die russisch-orthodoxen Ingrier für das Luthertum zu gewinnen. 1689 kehrte er nach Finnland zurück, um seinem greisen Vater zu assistieren, mit der Aussicht, dessen Nachfolge als Bischof des Erzbistums Åbo anzutreten. Nach dessen Tod 1690 wurde Gezelius Bischof und behielt diesen Titel bis zu seinem Tod. 1713 musste er jedoch sein Bistum verlassen, als Finnland im Großen Nordischen Krieg von den Russen besetzt wurde. Er starb auf seinem Landgut nördlich von Stockholm.

## Werk und Bedeutung
Gezelius war ein bedeutender Prediger und Organisator. Seine größten Leistungen liegen jedoch auf den Gebieten der Hymnologie und der biblischen Philologie. Er förderte das Finnische als Kirchensprache gegenüber dem fast nur von der Oberschicht gesprochenen Schwedischen. So gab er das (sogenannte alte) finnische Gesangbuch von 1701 (Uusi Suomenkielinen Wirsi-Kirja Niiden Cappalden canssa, jotca siihen tulevat) heraus, das auf dem offiziellen schwedischen Gesangbuch von 1695 basierte. Schon in diesem Gesangbuch waren mehrere Lieder Gezelius' enthalten, von denen eins, die schwedische Nachdichtung von Herr Jesu Christ, dich zu uns wend, noch im aktuellen schwedischen Gesangbuch von 1986 enthalten ist. Ferner führte er die Arbeiten seines Vaters an einer kommentierten Bibelausgabe, dem sogenannten Bibelwerk, fort, die sich aber lange hinzogen. 1711 und 1713 konnte das Neue Testament in zwei Teilen erscheinen. Die Ausgabe des Alten Testaments wurde erst nach Gezelius' Tod von seinem Sohn Johannes Gezelius dem Jüngsten (1686–1733) vollendet.
Nach seiner Begegnung mit Philipp Jacob Spener und Johann Jakob Schütz stand Gezelius zunächst dem Pietismus nahe. Er übersetzte sogar Schütz’ Christliches Gedenkbüchlein zur Beförderung eines anfangenden neuen Lebens ins Schwedische, wandte sich aber später vom Pietismus ab, als dessen radikale Tendenzen deutlich wurden. Als Bischof war er ein entschiedener Vertreter der Lutherischen Orthodoxie und bekämpfte die frühen finnischen Pietisten wie Lars Ulstadius. Auch als Prokanzler der Akademie zu Åbo verteidigte er die orthodoxe Lehre gegen alle Neuerungen. Mit seinem Drängen auf ein philologisch genaues Verständnis der Bibel, das auch zur Korrektur der offiziellen Übersetzungen führen müsse, geriet er aber immer wieder selbst in Konflikte mit der Orthodoxie.